# Mongoose-V
Mongoose-V — радіаційно стійкий 32-розрядний мікропроцесор для бортових комп'ютерних систем космічних апаратів. Є розширеною версією мікропроцесора MIPS R3000, виготовлений з заходами захисту від ефектів радіації. Працює на частоті 10-15 МГц, розроблений в 1998 році компанією Synova, Inc. (Мелборн, штат Флорида, США) за підтримки Центру космічних польотів імені Годдарда НАСА.
Процесори Mongoose-V вперше були використані на космічному апараті NASA Earth Observing-1 (EO-1), запущеному в листопаді 2000 року. Один з них функціонував як головний бортовий комп'ютер, другий Mongoose-V керував твердотілим самописцем супутника.
Корпус процесора — 256-контактний керамічний плоский з чотиристороннім розташуванням контактів (CQFP), напруга живлення — 5 Вольт
Космічні апарати, що використовують Mongoose-V:
- Earth Observing-1[en] (EO-1)
- Зонд Microwave Anisotropy Probe (MAP), запущений в червні 2001 року, використовував бортовий комп'ютер на базі Mongoose-V, подібний EO-1.
- Серія мікросупутників NASA Space Technology 5
- CONTOUR
- TIMED[en]
- Космічний апарат Нові горизонти[2]

На 2012 рік вартість процесора становила близько 20-40 тисяч доларів США.